# Nombre de Carol
Pour les articles homonymes, voir Carol.
En mathématiques récréatives, le n-ième nombre de Carol (où n est un entier strictement positif) est l'entier
L'amateur qui les étudie, Cletus Emmanuel, leur a donné le nom d'une amie, Carol G. Kirnon.

## Propriétés
Les dix premiers nombres de Carol (suite A093112 de l'OEIS) sont
–1, 7, 47, 223, 959, 3 967, 16 127, 65 023, 261 119 et 1 046 527.
Leurs classes de congruence modulo 7 sont
–1, 0, –2, –1, 0, –2, –1, 0, –2, etc.
donc pour tout entier k >  0, le (3k+2)-ième nombre de Carol n'est pas premier.
Le n-ième nombre de Carol est égal à (22n – 1) – 2n+1, ainsi qu'à ((2n + 1)2 – 2) – 2n+2.
Sa représentation binaire si n > 2 est, de gauche à droite, (n – 2) uns consécutifs, un zéro au milieu, puis (n + 1) uns consécutifs, puisque
{\displaystyle 2^{2n}-1-2^{n+1}=\sum _{0\leq k\leq 2n-1,~k\neq n+1}2^{k}.}
Par exemple, le troisième nombre de Carol (47) s'écrit 101111 en binaire et le quatrième (223) s'écrit 11011111.

## Nombres de Carol premiers
Les dix plus petits nombres de Carol premiers (suite  A091516) et leurs indices (suite  A091515) sont :
| indice n                | 2 | 3  | 4   | 6     | 7      | 10        | 12         | 15            | 18             | 19              |
| nombre de Carol premier | 7 | 47 | 223 | 3 967 | 16 127 | 1 046 527 | 16 769 023 | 1 073 676 287 | 68 718 952 447 | 274 876 858 367 |

Le plus grand nombre de Carol premier connu est le nombre de Carol d'indice 253 987, qui a 152 916 chiffres. Il a été trouvé par Cletus Emmanuel en 2007 en utilisant les programmes MultiSieve et PrimeFormGW. C'est le 40e nombre de Carol premier.